# Discografia de Aesop Rock
Aesop Rock é um artista americano de hip hop que atualmente grava na Definitive Jux. Sua discografia consiste em cinco álbuns de estúdio, três EPs, dez singles, quatro videoclipes e diversas aparições em faixas e compilações de outros artistas.
Inicialmente gravando e lançando o álbum Music for Earthworms em 1997 e o EP Appleseed em 1999 com seu próprio dinheiro, Aesop Rock, em 2000, entrou para a Mush Records, lançando o álbum Float. Um ano depois, Aesop entra para a Definitive Jux, lançando Labor Days em 2001, Bazooka Tooth, em 2003, e None Shall Pass em 2007.

## Álbuns

### Álbuns de Estúdio
| Ano                                              | Título                                                                                 | Melhor Posição | Melhor Posição | Melhor Posição | Melhor Posição | Melhor Posição | Notas |
| Ano                                              | Título                                                                                 | US             | US R&B         | US Heat.       | US Ind.        | US Int.        | Notas |
| ------------------------------------------------ | -------------------------------------------------------------------------------------- | -------------- | -------------- | -------------- | -------------- | -------------- | --- |
| 1997                                             | Music for Earthworms - Gravadora: auto-lançado                                         | —              | —              | —              | —              | —              | - Lançado num CD-R. - Álbum de estréia. |
| 2000                                             | Float - Gravadora: Mush Records (MH #222) - Lançado: agosto de 2000                    | —              | —              | —              | —              | —              | - Álbum de estréia em uma gravadora |
| 2001                                             | Labor Days - Gravadora: Definitive Jux (DJX #13) - Lançado:18 de setembro de 2001      | —              | —              | —              | —              | —              | - Primeira gravação na Definitive Jux. |
| 2003                                             | Bazooka Tooth - Gravadora: Definitive Jux (DJX #68) - Lançado: 23 de setembro de 2003  | 112            | 44             | 1              | 7              | —              | Também lançado como Build Your Own Bazooka Tooth em 2004, que contém uma versão a cappella e uma instrumental de todas as músicas do Bazooka Tooth. |
| 2007                                             | None Shall Pass - Gravadora: Definitive Jux (DJX #144) - Lançado: 28 de agosto de 2007 | 50             | 35             | —              | —              | 50             | |
| "—" demonstra que o álbum não chegou as paradas. |                                                                                        |                |                |                |                |                | |

### Álbuns para download
| Ano  | Título                                                                                  | Notas |
| ---- | --------------------------------------------------------------------------------------- | --- |
| 2007 | All Day: Nike+ Original Run - Gravadora: Nike Sports Music - Lançado: fevereiro de 2007 | - Faixa de 45 minutos ininterruptos de música instrumental - Lançado pela Nike em conjunto com a Apple para fazer propaganda do Nike+iPod |

### Compilações
| Ano                                              | Título | Melhor Posição | Melhor Posição | Melhor Posição | Melhor Posição | Notas |
| Ano                                              | Título | U.S.           | U.S. R&B       | U.S. Heat.     | U.S. Ind.      | Notas |
| ------------------------------------------------ | --- | -------------- | -------------- | -------------- | -------------- | --- |
| 1999                                             | Appleseed - Gravadora: auto-lançado                                                                                   | —              | —              | —              | —              | - Auto-lançado em CD-R |
| 2002                                             | Daylight - Gravadora: Definitive Jux (DJX #21) - Lançamento: 5 de fevereiro de 2002                                   | —              | —              | —              | 15             | |
| 2005                                             | Fast Cars, Danger, Fire and Knives - Gravadora: Definitive Jux (DJX #106 e #107) - Lançamento:22 de fevereiro de 2005 | 190            | 100            | 9              | 21             | - Duas versões foram lançadas: - A versão inicial, que vinha com um livreto de 88 páginas - As versões seguintes, que não vinha com o livreto mas com uma outra faixa: "Facemelter". - São catalogadas como DJX #106 and DJX #107 respectivamente. |
| "—" demonstra que o álbum não chegou as paradas. | |                |                |                |                | |

## Singles
| Ano  | Título            | Álbum              | Ref    |
| ---- | ----------------- | ------------------ | ------ |
| 2001 | "Coma"            | Labor Days         | [ 3 ]  |
| 2001 | "Boombox"         | Labor Days         | [ 4 ]  |
| 2001 | "Daylight"        | Labor Days         | [ 5 ]  |
| 2003 | "Limelighters"    | Bazooka Tooth      | [ 6 ]  |
| 2003 | "Freeze"          | Bazooka Tooth      | [ 7 ]  |
| 2003 | "Easy"            | Bazooka Tooth      | [ 8 ]  |
| 2004 | "All in All"      | Def Jux Presents 3 |        |
| 2006 | "Fishtales"       | single sem álbum   |        |
| 2007 | "None Shall Pass" | None Shall Pass    | [ 9 ]  |
| 2007 | "Coffee"          | None Shall Pass    | [ 10 ] |

## Videoclipes
| Ano  | Música             | Diretor       | Ref    |
| ---- | ------------------ | ------------- | ------ |
| 2003 | "Freeze"           | Michael Kuhn  | [ 11 ] |
| 2003 | "No Jumper Cables" | Joey Garfield | [ 12 ] |
| 2005 | "Fast Cars"        | Asif Mian     | [ 13 ] |
| 2007 | "None Shall Pass"  | Michael Kuhn  | [ 14 ] |
| 2007 | "Coffee"           | Ace Norton    | [ 14 ] |

## Aparições como convidado
| Ano  | Música                                   | Artista(s)                                         | Álbum                                   | Ref    |
| ---- | ---------------------------------------- | -------------------------------------------------- | --------------------------------------- | ------ |
| 1998 | "Coward Of The Year (Hip Hop Remix)"     | The Controls e Percee-P                            | Coward Of The Year (single)             |        |
| 1998 | "Coward Of The Year (Hip Hop A Capella)" | The Controls e Percee-P                            | Coward Of The Year (single)             |        |
| 1998 | "Shere Khan"                             | The Controls                                       | Shere Khan (single)                     |        |
| 2001 | "Put Your Quarter Up"                    | Molemen, Slug e MF DOOM                            | Ritual of The… Revisited and Remastered |        |
| 2001 | "Water"                                  | Atoms Family                                       | Euphony                                 | [ 15 ] |
| 2001 | "Coma (Remix)"                           | Atoms Family                                       | Euphony                                 | [ 15 ] |
| 2001 | "Sinister"                               | Atoms Family e Yeshua Dapoed                       | Euphony                                 | [ 15 ] |
| 2001 | "Blacklist"                              | Prefuse 73 e MF DOOM                               | Vocal Studies + Uprock Narratives       | [ 16 ] |
| 2002 | "Take me to the Basement"                | Opus                                               | First Contact 001                       |        |
| 2002 | "Killing Time"                           | Illogic                                            | Got Lyrics?                             | [ 17 ] |
| 2002 | "Dry Bones (remix)"                      | Oddjobs, Vast Aire e Kimani                        | "Dry Bones" 12"                         |        |
| 2002 | "Flesh (remix)"                          | Atmosphere                                         | "Godlovesugly" 12"                      | [ 18 ] |
| 2002 | "Success"                                | Mr. Lif                                            | I Phantom                               |        |
| 2002 | "Delorean"                               | El-P                                               | Fantastic Damage                        |        |
| 2003 | "Obsolete"                               | Blueprint, Slug, Eyedea e Illogic                  | The Weightroom                          |        |
| 2003 | "Secret Agents"                          | Chase Phoenix                                      | Cut to the Chase                        | [ 19 ] |
| 2003 | "Kill 'em All (remix)"                   | RJD2                                               | Loose Ends                              |        |
| 2003 | "Final Frontier (remix)"                 | RJD2 com Blueprint, MURS e Vast Aire               | The Horror                              |        |
| 2003 | "Happy Pillz"                            | MURS                                               | The End of the Beginning                |        |
| 2003 | "Love to Fuck"                           | S.A. Smash                                         | Smashy Trashy                           |        |
| 2003 | "Shut Down"                              | Push Button Objects                                | Ghetto Blaster                          |        |
| 2004 | "Encounter"                              | Blueprint                                          | Chamber Music                           |        |
| 2004 | "Hold Mine"                              | Blueprint, Slug, Illogic, e Eyedea                 | Printmatic: Vitamins and Minerals EP    | [ 20 ] |
| 2004 | "Apocalypse Zone"                        | Cryptic One                                        | The Anti-Mobius Theory                  |        |
| 2004 | "Time Capsule"                           | Illogic e Vast Aire                                | Celestial Clockwork                     |        |
| 2004 | "Crooked"                                | Evil Nine                                          | You Can Be Special Too                  |        |
| 2004 | "Jet Son"                                | Blockhead e Camu Tao                               | Sunday Seance                           |        |
| 2004 | "Kill Switch"                            | DJ Krush                                           | Jaku                                    |        |
| 2004 | "Posse Slash"                            | Vast Aire, Karniege, Breez Evahflowin e Poison Pen | Look Mom … No Hands                     |        |
| 2005 | "Worlds Collide"                         | Rasco                                              | The Dick Swanson Theory                 | [ 21 ] |
| 2005 | "Lo-Fi Funk"                             | Blueprint                                          | 1988                                    |        |
| 2005 | "Sabbatical with Options"                | Prefuse 73                                         | Surrounded by Silence                   |        |
| 2005 | "Poems 4 Post Modern Decay"              | Zion I                                             | True & Livin                            |        |
| 2005 | "Voltronic Instructional Espionage"      | Grayskul                                           | Deadlivers                              |        |
| 2005 | "Try to Remember"                        | Hangar 18                                          | The Donkey Show Volume 1                | [ 22 ] |
| 2005 | "Helium"                                 | Vordul Mega                                        | Yung World                              |        |
| 2005 | "Nuclear Five"                           | The Presence, Karniege e Masai Bey                 | Common Man's Anthems                    |        |
| 2005 | "Left it to Us"                          | Cage, El-P, Tame One e Yak Ballz                   | Hell's Winter                           |        |
| 2006 | "Take, Hold, Fire"                       | Mr. Lif e El-P                                     | Mo' Mega                                |        |
| 2006 | "Side Two"                               | DJ Ese e Babbletron                                | Side Two                                |        |
| 2006 | "Akinesia"                               | Slow Suicide Stimulus                              | Slow Suicide Stimulus                   |        |
| 2007 | "Run the Numbers"                        | El-P                                               | I'll Sleep When You're Dead             |        |
| 2007 | "The Office"                             | Grayskul e Slug                                    | Bloody Radio                            |        |
| 2007 | "Smoke if You Got'um"                    | Rob Sonic                                          | Sabotage Gigante                        |        |
| 2007 | "Catch 22"                               | Grimace Federation                                 | Tasted by Chemists                      |        |
| 2007 | "Borrowedtime"                           | LuckyIam e Slug                                    | Most Likely to Succeed                  |        |
| 2007 | "The Dirt and the Filth"                 | Percee P                                           | Perseverance                            |        |
| 2008 | "Dirt"                                   | Tobacco                                            | Fucked Up Friends                       |        |
| 2008 | "Alchemy"                                | Blueprint                                          | Iron & Niacin                           |        |
| 2008 | "Low Tide"                               | DJ Signify                                         | Of Cities                               |        |
| 2008 | "Sink Or Swim"                           | DJ Signify                                         | Of Cities                               |        |
| 2008 | "Lovecraft in Brooklyn" remix            | The Mountain Goats                                 | Heretic Pride                           | [ 23 ] |
| 2008 | "Side Two (CCP Remix)"                   | Cool Calm Pete                                     | Loosies - Remixes and Other Oddities    |        |
| 2008 | "Afraid Of The Dark Sunshine"            | The Gigantics                                      | Die Already                             |        |
| 2009 | "Diabolical Fun (Remix)"                 | Illogic                                            | Diabolical Fun                          | [ 24 ] |
| 2009 | "Molly"                                  | Tame One                                           | Acid Tab Vocab                          |        |
| 2009 | "Give It Up" vocals                      | Felt                                               | A Felt 3: Tribute to Rosie Perez        | [ 25 ] |
| 2010 | "Primor"                                 | Vessel, DJ Zone, P.O.S e Peegee 13                 | Dark Time Sunshine                      |        |

## Créditos de produção
| Ano  | Faixa(s) | Artista         | Álbum                              | Ref    |
| ---- | --- | --------------- | ---------------------------------- | ------ |
| 2000 | "Float" "Big Bang" "Garbage" "Fascination" "6B Panorama" "How to be a Carpenter" "Prosperity" "The Mayor and the Crook"                                                                  | Aesop Rock      | Float                              |        |
| 2001 | "Kill 'em All" | vários artistas | Definitive Jux Presents            |        |
| 2001 | "Labor" "One Brick" "Battery" "Boombox" | Aesop Rock      | Labor Days                         |        |
| 2001 | "Wise Up" | vários artistas | Tag of the Times 3                 |        |
| 2002 | "Bracket Basher" "One Of Four (Thank You)" | Aesop Rock      | Daylight                           |        |
| 2002 | "Dead Pan" | vários artistas | Definitive Jux Presents 2          |        |
| 2003 | "Bazooka Tooth" "N.Y. Electric" "Easy" "No Jumper Cables" "Limelighters" "Super Fluke" "Freeze" "The Greatest Pac-Man Victory in History" "Frijoles" "Kill the Messenger" "Mars Attacks" | Aesop Rock      | Bazooka Tooth                      |        |
| 2004 | "All in All" "You're Dead to Me" | vários artistas | Definitive Jux Presents III        | [ 26 ] |
| 2005 | "Zodiaccupuncture" "Rickety Rackety" "Food, Clothes, Medicine" "Facemelter" | Aesop Rock      | Fast Cars, Danger, Fire and Knives |        |
| 2005 | "Knowledge" | C-Rayz Walz     | Year of the Beast                  | [ 27 ] |
| 2007 | "All Day" | Aesop Rock      | Nike + Original Run                |        |
| 2007 | "Keep off the Lawn" "Catacomb Kids" "39 Thieves" "Citronella" "Five Fingers" | Aesop Rock      | None Shall Pass                    |        |
| 2007 | "Give Me Love" | Grayskul        | Bloody Radio                       |        |

## Contribuições originais a compilações
| Ano  | Faixas                              | Álbum                                                  | Outros artistas contribuintes | Ref    |
| ---- | ----------------------------------- | ------------------------------------------------------ | ----------------------------- | ------ |
| 2000 | "Tugboat Complex"                   | Inside Out: Vol. 1                                     | vários artistas               |        |
| 2001 | "Kill 'em All"                      | Def Jux Presents                                       | vários artistas               |        |
| 2001 | "Wise Up"                           | Tags of the Times 3                                    | vários artistas               |        |
| 2001 | "Dead Pan"                          | Def Jux Presents 2                                     | vários artistas               |        |
| 2002 | "Skip Town" "Dinner with Blockhead" | Modern Montra (álbum mix do DJ Spooky)                 |                               |        |
| 2002 | "Train Buffer"                      | Urban Renewal                                          | EI-P                          |        |
| 2002 | "Inner City Hustle"                 | Embedded Studios Presents: The Bedford Files           | L.I.F.E. Long                 | [ 28 ] |
| 2003 | "Numb (To the Guns)"                | Nature Sounds Presents: The Prof. In… Convexed Sampler | vários artistas               |        |
| 2003 | "Miss By A Mile"                    | We Came From Beyond, Vol. 2                            | Slug e Eyedea                 | [ 29 ] |
| 2004 | "All in All"                        | Def Jux Presents 3                                     | vários artistas               | [ 26 ] |
| 2005 | "Preservation"                      | Wu-Tang Meets the Indie Culture                        | Del Tha Funkee Homosapien     | [ 30 ] |
| 2005 | "Junkyard"                          | NBA 2K6: The Tracks                                    | vários artistas               | [ 31 ] |